# 韋伯灣
71°56′S 73°28′W / 71.933°S 73.467°W
韋伯灣（英語：Weber Inlet）是南極洲的內灣，位於亞歷山大一世島西南部，處於貝多芬半島南部，根據美國探險隊的空中照片繪入地圖，現時由南極條約體系管理。